# American Express - TED Open 2013
L'American Express - TED Open 2013 è stato un torneo di tennis facente parte della categoria ATP Challenger Tour nell'ambito dell'ATP Challenger Tour 2013. È stata la 26ª edizione del torneo che si è giocata a Istanbul in Turchia dal 9 al 15 settembre 2013 su campi in serie regolari e aveva un montepremi di $75,000.

## Partecipanti singolare

### Teste di serie
| Nazionalità | Giocatore               | Ranking* | Testa di serie |
| ----------- | ----------------------- | -------- | -------------- |
| Spagna      | Guillermo García López  | 74       | 1              |
| India       | Somdev Devvarman        | 114      | 2              |
| Italia      | Matteo Viola            | 138      | 3              |
| Ucraina     | Illja Marčenko          | 145      | 4              |
| Germania    | Peter Gojowczyk         | 146      | 5              |
| Italia      | Flavio Cipolla          | 158      | 6              |
| Spagna      | Daniel Muñoz de la Nava | 159      | 7              |
| Germania    | Philipp Petzschner      | 163      | 8              |

- Ranking al 26 settembre 2013.

### Altri partecipanti
Giocatori che hanno ricevuto una wild card:
- Tuna Altuna
- Baris Erguden
- Peter Gojowczyk
- Anil Yuksel

Giocatori che sono passati dalle qualificazioni:
- David Rice
- Joshua Milton
- Jahor Herasimaŭ
- Denis Macukevič

Giocatori che hanno ricevuto un entry come alternate:
- Nikoloz Basilašvili

## Vincitori

### Singolare
Michail Kukuškin ha battuto in finale  Illja Marčenko con il punteggio di 6–3, 6–3.

### Doppio
Jamie Delgado /  Jordan Kerr hanno battuto in finale  James Cluskey /  Adrián Menéndez Maceiras con il punteggio di 6–3, 6–2.